# Baha Boukhari
(Baha Boukhari in un'intervista)
Baha Boukhari (Gerusalemme, 13 gennaio 1944 – Ramallah, 1º novembre 2015) è stato un fumettista palestinese.
Era considerato uno dei più grandi vignettisti politici palestinesi, al pari di Naji al-Ali, assassinato nel 1987.

## Biografia
Boukhari nacque nella Città Vecchia di Gerusalemme. All'età di quattro anni si trasferì con la sua famiglia in Siria, poiché suo padre aveva trovato lavoro lì. Fu proprio in Siria e nel Kuwait che Boukhari diede inizio alla sua carriera come vignettista, nel 1964.
Dopo lo scoppio del conflitto arabo-israeliano, gli fu impossibile rientrare in patria e dovette rimanere all'estero. Solo nel 1994, dopo gli accordi di Oslo, poté tornare in Cisgiordania.
Nel 1999 iniziò a lavorare per il quotidiano palestinese Al Ayyam. Le sue vignette erano incentrate sulla politica e sulla famiglia tradizionale palestinese, rappresentata dal padre, dalla madre e dai due figli. Tra i politici da lui parodiati, vi sono Benjamin Netanyahu, Abū Māzen e Barack Obama. Nonostante lo sviluppo della stampa araba in Palestina, gran parte delle vignette di Boukhari venivano censurate, spesso perché, come da lui stesso dichiarato, il governo "interveniva" per "imporre il suo punto di vista".
Era membro dell'associazione francese Cartooning for Peace, della quale fanno parte fumettisti provenienti da tutto il mondo. Nel gennaio 2015, denunciò coraggiosamente l'attentato terroristico compiuto alla sede della testata Charlie Hebdo, nel quale hanno perso la vita 7 vignettisti e curatori editoriali francesi.
Morì dopo una lunga malattia il 1º novembre 2015 all'ospedale di Ramallah. Aveva 71 anni.